# Sex and the City (film)
Sex and the City är en amerikansk romantisk komedifilm från 2008 i regi av Michael Patrick King. Filmen fick en uppföljare, Sex and the City 2 från 2010.

## Handling
Sex and the City tar vid tre år efter att TV-serien avslutats. Samantha har flyttat till Los Angeles, Carrie ska äntligen gifta sig med Big, Charlotte har adopterat en dotter och Miranda bor med man och barn i Brooklyn.
De fyra kvinnorna möts än en gång av en rad av problem. Men allt som krävs är förmågan att kunna förlåta och veta vad som är bäst för en själv.

## Rollista (urval)
- Sarah Jessica Parker - Carrie Bradshaw
- Kim Cattrall - Samantha Jones
- Cynthia Nixon - Miranda Hobbes
- Kristin Davis - Charlotte York Goldenblatt
- Chris Noth - Mr Big